# Rathaus (Donaustauf)

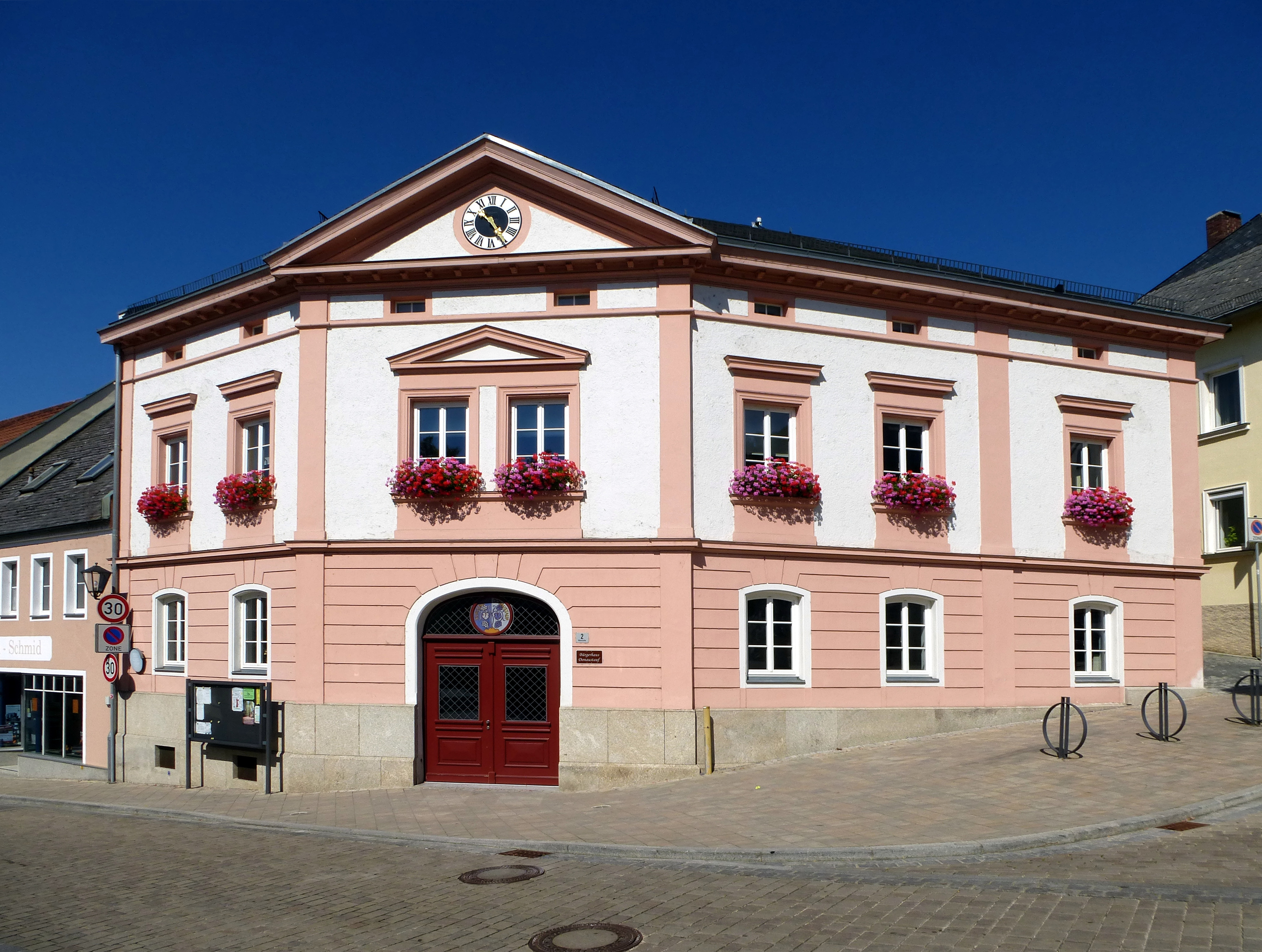
Ehemaliges Rathaus in Donaustauf

Das Rathaus in Donaustauf, einer Marktgemeinde im Oberpfälzer Landkreis Regensburg in Bayern, wurde nach 1880 errichtet. Das ehemalige Rathaus an der Maxstraße 2 ist ein geschütztes Baudenkmal. 
Der zweigeschossige spätklassizistische Eckbau mit abgeschrägter Front und abgewalmtem Satteldach hat ein rundbogiges Portal. Darüber ist ein Zwillingsfenster mit Giebeldreieck und im Dachabschluss ein weiteres Giebeldreieck mit Uhr zu sehen. Die Fassaden sind mit Putzstreifen gegliedert; das Dach liegt auf einem Kniestock. 
Das Gebäude wird als Bürgerhaus genutzt.